# Ielena Petouchkova
Ielena Vladimirovna Petouchkova (en russe : Елена Владимировна Петушкова), née le 17 novembre 1940 à Moscou et morte le 9 janvier 2007 dans la même ville, est une cavalière soviétique, puis russe.

## Biographie

### Carrière sportive
Membre de l'équipe soviétique d'équitation à partir de 1964, elle participe aux Jeux olympiques de 1968 à Mexico et y remporte la médaille d'argent en dressage par équipes, avec Ivan Kalita et Ivan Kizimov. Quatre ans plus tard, avec la même équipe, elle remporte la médaille d'or aux Jeux olympiques de Munich. Elle est également médaillée d'argent en dressage individuel, derrière l'Allemande Liselott Linsenhoff. Pendant sa carrière, elle a été sacrée championne nationale à treize reprises et championne du monde en 1970 à Aix-la-Chapelle.
Après sa retraite sportive, elle est devenue vice-présidente du comité olympique de l'Union soviétique (1983-1991), puis présidente de la Fédération d'équitation de Russie (1996-1999) et entraîneur de l'équipe russe de dressage à partir de 1997.

### Carrière scientifique
Parallèlement à sa carrière sportive, elle mène une carrière scientifique. Diplômée en biologie de l'Université d'État de Moscou, elle y a travaillé comme chercheur en biochimie au département de biologie à partir de 1966. De 1991 à 1997, elle a poursuivi ses travaux de recherches à l'Institut de biochimie de l'Académie des sciences de Russie.